# Helena Kennedy
Helena Ann Kennedy (Glasgow, 12 mei 1950) is een Schotse advocaat, televisiepresentator en politicus van de Labour Party in het Hogerhuis.

## Biografie

### Jeugd
Helena Kennedy werd in Glasgow geboren in een katholiek gezin van Labouractivisten. Haar vader werkte als drukker bij de Daily Record en was actief bij de vakbond. Kennedy verkreeg haar scholing in Glasgow aan de Holyrood Secondary School. Aanvankelijk wilde ze Engels gaan studeren aan de Universiteit van Glasgow, maar uiteindelijk besloot ze om rechten te gaan studeren aan de Council for Legal Education in Londen.

### Carrière
In 1972 ging Kennedy werken bij een kantoor in Gray's Inn, waar Brian Sedgemore de jonge advocaat onder zijn hoede nam. Vanwege een gebrek aan mogelijkheden voor vrouwen zette ze in 1974 Garden Court op en begon ze te werken aan zaken die betrekking hadden op discriminatie op grond van geslacht, huiselijk geweld tegen vrouwen en gingen ze vrouwen verdedigen die gewelddadige partners hadden vermoord of aangevallen.
Eind jaren tachtig maakte Kennedy de overstap naar de televisie. Zo presenteerde ze de medisch-ethische serie Heart of the Matter en maakte samen met Peter Flannery de dramaserie Blind Justice. In 1993 publiceerde ze haar eerste boek Eve Was Framed waarin ze kritiek leverde op de manier waarop de Britse justitie omging met vrouwen.

### Politiek

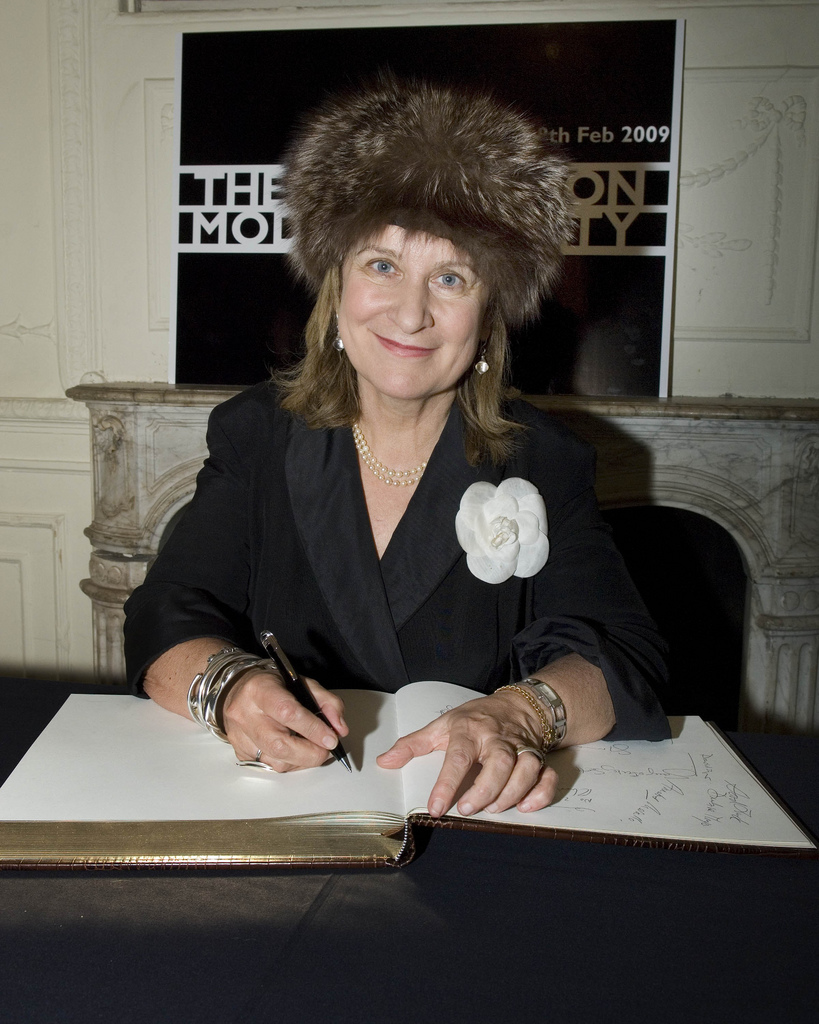
Helena Kennedy tijdens het tekenen van de Convention on Modern Liberty (2009).

Kennedy was voorzitter van de belangenorganisatie Charter 88 die voorstander was een constitutionele hervorming van het Verenigd Koninkrijk. Ze werd in 1997 lid van het Hogerhuis en kreeg daarmee de titel Baronness Kennedy of the Shaws. In het Hogerhuis behoort Kennedy tot de "Rebel Lords", leden van het Hogerhuis die rebelleren tegen de Whip (fractiediscipline) van hun partij.
Kennedy behoorde tot een groep van Britse politici die zich uitgesproken heeft tegen de mensenrechtenschendingen van China tegen de Oeigoeren. De Chinese regering legde naar aanleiding hiervan sancties op aan de politici in kwestie. Premier Boris Johnson verklaarde later dat hij deze politici steunde. In 2022 leidde ze een in Schotland een onderzoek naar misogynie en riep ze op grond daarvan op tot een nieuwe wet om geweld en misbruik van vrouwen aan te kunnen pakken.

### Wetenschap
Tussen 2011 en 2018 was Kennedy directeur van Mansfield College van de Universiteit van Oxford. Vervolgens kreeg ze een aanstelling aan de Sheffield Hallam Universiteit waar ze de leiding kreeg over een naar haar vernoemd onderzoekscentrum, het Helena Kennedy Centre.